# Star Wars: Tiny Death Star
Star Wars: Tiny Death Star est un jeu vidéo de gestion développé par NimbleBit et édité par LucasArts, sorti en 2013 sur iOS, Android et Windows Phone.
Il s'agit d'une adaptation du jeu Tiny Tower à l'univers de Star Wars.
L’accès au téléchargement du jeu a été suspendu par Disney (alors nouveau propriétaire de Star Wars) en 2014 sur l’ensemble des plate-formes et seul le le jeu original est aujourd’hui encore accessible.

## Système de jeu
Le système du jeu est équivalent à celui de Tiny Tower.

## Accueil
- Gamezebo : 4/5[1]
- Pocket Gamer : 8/10[2]
- TouchArcade : 4/5[3]